# 당사도 (완도군)
| Daedongyeojido (Gyujanggak) 20-04.jpg |
| Daedongyeojido (Gyujanggak) 21-01.jpg |

당사도(唐寺島)는 전라남도 완도군 소안면 당사리에 위치한 섬으로, 면적은 1.46km2이다. 농산물로는 보리·고구마·쌀·콩이 생산되고, 김·미역·굴 따위의 양식도 활발하다.(작위도→자기도→)  자지도(者只島) 또는 항문도(港門島)라고도 불렸다.